# Brug 2248-2251
Bruggen 2248-2251 betreft een viertal uiterlijk identieke bouwkundig kunstwerken in Amsterdam-Zuidoost.

## Situatie
De bruggen werden aangelegd in de P-buurt van Amsterdam-Zuidoost, buurt Amstel III (CD-Zuid). Alhoewel de belangrijkste weg in die buurt de Paasheuvelweg al op 15 oktober 1975 haar naam kreeg (een vernoeming naar de Paasheuvel in Gelderland) was de buurt voornamelijk leeg. In de jaren 2000-2005 werd er een kantorenpark aangelegd waarbij ook de infrastructuur wijzigde. Kantoren kwamen te staan aan nieuw aangelegde wegen en ook de waterlopen werden aangepast. Een van die nieuwe wegen was de Pietersbergweg (vernoemd naar de Limburgse Sint-Pietersberg). Deze waterlopen scheiden de kantoren van de openbare weg. Voor de bereikbaarheid werd het viertal bruggen gebouwd, die alle hetzelfde uiterlijk hebben. Ze zijn (waar nodig) gebouwd op betonnen brugpijlers en hebben massief ogende leuningen/balustraden van hout. Brug 2248 is ontworpen door Bureau B+B (Bakker en Bleeker; een combinatie van stedenbouw en (landschaps)architectuur).

### Brug 2250
Brug 2250 voor Pietersbergweg 1-47 heeft in 2021/2022 een gedaanteverwisseling ondergaan. Door een verbreding in die straat (van voetpad tot doorgaande straat) moest er brug komen die aansluit bij brug 875. Het ontwerp van die brug is afkomstig van ipv Delft, maar is gebaseerd op andere bruggen in de buurt die te vangen zijn onder de noemer Bijlmer Beauties. In de brug is een "tekening" verwerkt.

## Bruggen
| Brugnummer | Straat/weg     | Naar gebouw            | Afbeelding                                  |
| ---------- | -------------- | ---------------------- | ------------------------------------------- |
| 2248       | Paasheuvelweg  | Paasheuvelweg 9        | Brug 2248 (in Amsterdam)\|Meer afbeeldingen |
| 2249       | Pietersbergweg | Pietersbergweg 273-295 | Brug 2249 (in Amsterdam)\|Meer afbeeldingen |
| 2250       | Pietersbergweg | Pietersbergweg 1-47    | Brug 2250 (in Amsterdam)\|Meer afbeeldingen |
| 2251       | Paasheuvelweg  | Paasheuvelweg 1-3      |                                             |